# ちいちい袴
ちいちい袴（ちいちいばかま）またはちいちい小袴（ちいちいこばかま）は、新潟県佐渡島に伝わる民話。

## あらすじ
その昔のこと。一人暮しの老婆が夜に家で糸を紡いでいたところ、四角張った顔の袴姿の小男が現れ
「お婆さん淋しかろう。わしが踊って見せましょう」と言って
「ちいちい袴に 木脇差をさして こればあさん ねんねんや」
と唄いながら、どこかへと消えてしまった。
老女は気味悪く思って家の中を捜したところ、縁の下に鉄漿付け用の楊枝があった。これを焼き捨てたところ、このような不思議な出来事が起きることはなくなった。
昔から、鉄漿付けの楊枝は古くなると焼き捨てるものだといわれる。

## 解説
岡山県、大分県にも同様の民話がある。近年の文献によっては、この話に登場する小男は、楊枝が化けた付喪神（器物が化けた妖怪）と解釈されている。
また、小泉八雲の著書にある「ちんちん小袴」という民話も、ちいちい袴と同じものと考えられている。同話では、不精な女性が無造作に捨てた爪楊枝が無数の武士姿の妖精に化けて現れ、それに遭った女性が病気になって寝込んでしまったという。